# Youssuf Mulumbu
Youssouf Mulumbu (Kinsasa, República Democrática del Congo, 25 de enero de 1987) es un futbolista congoleño nacionalizado francés. Juega de centrocampista y se encuentra sin equipo tras abandonar el F. C. Saint Éloi Lupopo.

## Selección nacional
Ha sido internacional con la selección de República Democrática del Congo, ha jugado 45 partidos internacionales y ha marcado un gol.

## Clubes
| Club                       | País                            | Año       |
| -------------------------- | ------------------------------- | --------- |
| París Saint-Germain F. C.  | Francia                         | 2006-2009 |
| Amiens S. C. (cedido)      | Francia                         | 2007-2008 |
| West Bromwich Albion F. C. | Inglaterra                      | 2009-2015 |
| Norwich City F. C.         | Inglaterra                      | 2015-2017 |
| Kilmarnock F. C.           | Escocia                         | 2017-2018 |
| Celtic F. C.               | Escocia                         | 2018-2019 |
| Kilmarnock F. C. (cedido)  | Escocia                         | 2019      |
| Kilmarnock F. C.           | Escocia                         | 2020-2021 |
| F. C. Saint Éloi Lupopo    | República Democrática del Congo | 2021-2022 |